# تدهین

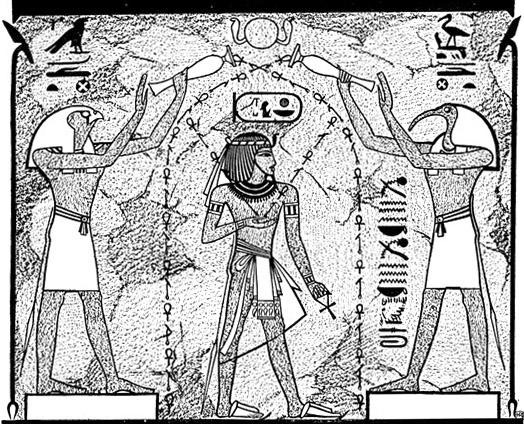
مسح یک پادشاه مصر باستان با روغن

تَدهین یا مَسح کردن یک عمل آیینی است که در آن روغن یا ماده معطر دیگری را بر سر یا بدن فرد می‌مالند. این عمل در بسیاری از فرهنگ‌ها و مذاهب دارای معانی و کاربردهای مختلفی است.
در برخی از فرهنگ‌ها، تدهین به عنوان یک روش درمانی و آرامش‌بخش استفاده می‌شود. روغن‌های معطر می‌توانند به کاهش درد و التهاب کمک کنند و همچنین به عنوان یک مرطوب‌کننده طبیعی برای پوست عمل کنند.
در بسیاری از مذاهب، تدهین یک عمل مقدس است که برای نشان دادن تقدس و وقف فرد به خدا استفاده می‌شود. این عمل اغلب در مراسم مذهبی مانند غسل تعمید، تأیید ایمان و انتصاب کشیشان انجام می‌شود.
در برخی از فرهنگ‌ها، تدهین به عنوان نمادی از احترام و افتخار استفاده می‌شود. برای مثال، در برخی از کشورها، پادشاهان و ملکه‌ها در مراسم تاجگذاری تدهین می‌شوند.
تدهین در طول تاریخ در بسیاری از فرهنگ‌ها و مذاهب مختلف استفاده شده است و همچنان یک عمل مهم در بسیاری از جوامع امروزی است.

## جزئیات بیشتر
تدهین به معنی چرب کردن یا به عبارت دقیق‌تر، روغن‌مالی کردن است.

یکی از آیین‌های هفتگانه کلیسا، تدهین بیماران است و آن مراسمی است که طی آن شخص بیمار آمادگی پیدا می‌کند که به نحوی شایسته بمیرد.

آیین تدهین نشانگر محبت خداست و نشان می‌دهد که مسیح برای شفای بیماران یا آماده کردن آنان برای جان دادن خواهد آمد. به این عمل مسح مرضی هم گفته می‌شود. این عمل هنگام بروز بیماری‌ها و به‌خصوص هنگامی که مرگ نزدیک است، یعنی زمانی که شیطان با تمام نیرو ایمان را مورد تهدید قرار می‌دهد، لازم است. و نتایج آن عبارت است از آرامش خاطر و الهام گرفتن ایمان از رحمت الهی. خاصیت دیگر این آیین آن است که اگر مریض از دنیا برود وی را برای ورود به عالم برزخ آماده می‌سازد.

مادهٔ تدهین روغنی است که برای مالیدن به چشم‌ها، گوش‌ها، دهان، دست‌ها و پاهای مریض به کار می‌رود.

## تدهین در عهد جدید
در عهد جدید هم از تدهین بیماران به دست رسولان مسیح سخن به میان آمده است: «پس آن‌ها به راه افتادند و در همه جا اعلام می‌کردند که مردم باید توبه کنند. آنها دیوهای زیادی را بیرون کردند و بیماران بسیاری را با روغن تدهین کرده شفا دادند.»

یعقوب رهبر کلیسای اورشلیم هم به برادران دینی خود توصیه می‌کند که: «اگر کسی از شما بیمار است باید از مشایخ کلیسا بخواهد تا برای او دعا کنند و به نام خداوند بدن او را با روغن تدهین نمایند.»